# 圣约翰-克普灵
圣约翰-克普灵是奥地利施蒂利亚州沃茨伯格县的一个市镇。总面积10.17平方公里，总人口1672人，人口密度164.4人/平方公里（2005年）。